# Thyone avenusta
Thyone avenusta is een zeekomkommer uit de familie Phyllophoridae.
De wetenschappelijke naam van de soort werd in 1970 gepubliceerd door Gustave Cherbonnier.